# 知吹愛弓
知吹 愛弓（ともぶき あみ、本名：秋本 進、1960年2月8日 - ）は、日本のアニメ演出家、監督。代表作に『究極超人あ〜る』、『F-ZERO ファルコン伝説』など。スタジオこあ代表。

## 人物
東京都武蔵野市出身。落語家の5代目春風亭柳昇（1920年 - 2003年）の二男として生まれる。
聖徳学園関東高等学校（現・聖徳学園高等学校）卒業。小学生の頃からアニメや漫画が好きだったことから、高校卒業後は東京デザイナー学院に入学するがすぐに行かなくなり、その後遊んでいるうちにコミック・アニメ・SFものの専門販売店『CASF』に入り浸るようになってそこで何人かの友人が出来、その中のアニメ業界に詳しい友人に石黒昇を勧められ、アートランドに入ってアニメ界入り。　
代表作の『ちびまる子ちゃん』には第2シリーズから長らく絵コンテ・演出として参加している。なお、知吹が演出として参加する回には必ず杉山東夜美が作画監督を務めている。
知吹の友人だったゆうきまさみ原作の作品『究極超人あ〜る』には春風高校校長として、父柳昇をモデルとした柳昇（やなぎ のぼる）なるキャラが登場。同作のオーディオドラマ化の際、知吹が父親に出演オファーし、柳昇役・春風亭柳昇が実現した。
父とともにNTTの新聞広告に出演したこともある（ただし、知吹は本名表記だった）。
その父を通して落語家の大変さをずっと見て来て「あそこまではやれない」と思って、落語家になることは最初から考えていなかった。しかし後から、父には自分に落語家を継いでもらいたい気持ちがあったことを知ったという。そして本人は、アニメーターになるか漫画家になるかの二者択一で悩んだことがあったという。　

## 主な作品

### テレビアニメ
- ルパン三世（1977年）原画
- 新・ど根性ガエル（1981年）原画
- 太陽の牙ダグラム（1981年 - 1983年）絵コンテ・演出※特に後期
- 銀河漂流バイファム（1983年 - 1984年）絵コンテ・演出※31話のみ
- 装甲騎兵ボトムズ（1983年 - 1984年）絵コンテ・演出
- 機甲界ガリアン（1984年 - 1985年）絵コンテ・演出
- おねがい!サミアどん（1985年 - 1986年）原画
- 機動戦士Ζガンダム（1985年 - 1986年）ストーリーボード
- フランダースの犬 ぼくのパトラッシュ（1992年 - 1993年）絵コンテ・演出
- ミラクル☆ガールズ（1993年）絵コンテ・演出
- 七つの海のティコ（1994年）絵コンテ・演出
- ちびまる子ちゃん（第2期・1995年 - ）絵コンテ・演出
- 火魅子伝（1999年）監督
- F-ZERO ファルコン伝説（2003年 - 2004年）監督
- 聖天折紙戦士ドラファラード（2006年）監督
- アイドル事変（2017年）絵コンテ

### OVA
- デルパワーX 爆発みらくる元気!!（1986年）キャラクター原案・キャラクターデザイン・作画監督
- アッセンブル・インサート（1989年）監督
- 究極超人あ〜る（1991年）監督
- 装甲騎兵ボトムズ ペールゼン・ファイルズ（2007年 - 2008年）3・5話絵コンテ

### 劇場アニメ
- AKIRA（1988年）原画
- Dr.スランプ アラレちゃん んちゃ!!わくわくハートの夏休み（1994年）原画

### その他
- 変身・イデ男 （絵コンテ・監督）『伝説巨神イデオン』のパロディー
- 春風亭柳昇著柳昇の新作格言講座（2001年・本文内イラスト担当）